# Kandanur
Kandanur là một thị xã panchayat của quận Sivaganga thuộc bang Tamil Nadu, Ấn Độ.

## Nhân khẩu
Theo điều tra dân số năm 2001 của Ấn Độ, Kandanur có dân số 6454 người. Phái nam chiếm 49% tổng số dân và phái nữ chiếm 51%. Kandanur có tỷ lệ 69% biết đọc biết viết, cao hơn tỷ lệ trung bình toàn quốc là 59,5%: tỷ lệ cho phái nam là 76%, và tỷ lệ cho phái nữ là 63%. Tại Kandanur, 12% dân số nhỏ hơn 6 tuổi.